# Сейлінг (Оклахома)
Сейлінг (англ. Seiling) — місто (англ. city) в США, в окрузі Дьюї штату Оклахома. Населення — 850 осіб (2020).

## Географія
Сейлінг розташований за координатами 36°9′6″ пн. ш. 98°55′31″ зх. д. / 36.15167° пн. ш. 98.92528° зх. д. (36.151548, -98.925317).  За даними Бюро перепису населення США в 2010 році місто мало площу 2,13 км², уся площа — суходіл.

## Демографія
Згідно з переписом 2010 року, у місті мешкало 860 осіб у 325 домогосподарствах у складі 216 родин. Густота населення становила 404 особи/км².  Було 402 помешкання (189/км²).
Расовий склад населення:
| - 80,7 % — білих - 12,7 % — корінних американців - 1,6 % — азіатів - 0,1 % — чорних або афроамериканців |

До двох чи більше рас належало 4,9 %. Частка іспаномовних становила 3,7 % від усіх жителів.
За віковим діапазоном населення розподілялося таким чином: 29,5 % — особи молодші 18 років, 52,9 % — особи у віці 18—64 років, 17,6 % — особи у віці 65 років та старші. Медіана віку мешканця становила 37,9 року. На 100 осіб жіночої статі у місті припадало 88,6 чоловіків;  на 100 жінок у віці від 18 років та старших — 84,8 чоловіків також старших 18 років.
Середній дохід на одне домашнє господарство  становив 62 613 долари США (медіана — 44 107), а середній дохід на одну сім'ю — 80 025 доларів (медіана — 62 014). За межею бідності перебувало 13,6 % осіб, у тому числі 16,2 % дітей у віці до 18 років та 16,9 % осіб у віці 65 років та старших.
Цивільне працевлаштоване населення становило 308 осіб. Основні галузі зайнятості: освіта, охорона здоров'я та соціальна допомога — 21,8 %, сільське господарство, лісництво, риболовля — 17,5 %, роздрібна торгівля — 12,0 %, мистецтво, розваги та відпочинок — 8,8 %.